# Thysanoprymna pyrrhopyga
Thysanoprymna pyrrhopyga är en fjärilsart som beskrevs av Walker 1865. Thysanoprymna pyrrhopyga ingår i släktet Thysanoprymna och familjen björnspinnare. Inga underarter finns listade i Catalogue of Life.